# Podsavezna nogometna liga Slavonski Brod 1961./62.
Podsavezna nogometna liga Slavonski Brod (također i kao Liga Nogometnog podsaveza Slavonski Brod) je bila liga četvrtog stupnja nogometnog prvenstva Jugoslavije u sezoni 1961./62. Sudjelovalo je 8 klubova, a prvak je bio "Hajduk" iz Sijekovca. 

## Ljestvica
| mj. | klub                       | ut. | pob. | ner. | por. | gol+ | gol- | bod |
| --- | -------------------------- | --- | ---- | ---- | ---- | ---- | ---- | --- |
| 1.  | Hajduk Sijekovac           | 14  | 10   | 2    | 2    | 41   | 19   | 22  |
| 2.  | Borac Podvinje             | 14  | 7    | 4    | 3    | 30   | 20   | 18  |
| 3.  | Budućnost Donji Andrijevci | 14  | 6    | 4    | 4    | 29   | 20   | 16  |
| 4.  | Mladost Sibinj             | 14  | 4    | 5    | 5    | 19   | 28   | 13  |
| 5.  | Bratstvo Vranovci          | 14  | 5    | 2    | 7    | 29   | 28   | 12  |
| 6.  | Sloga Gromačnik            | 14  | 5    | 2    | 7    | 29   | 34   | 12  |
| 7.  | Šokadija Strizivojna       | 14  | 6    | 0    | 8    | 23   | 29   | 12  |
| 8.  | Radnik Oriovac             | 14  | 3    | 1    | 10   | 16   | 38   | 7   |

- "Hajduk" iz Sijekovca – klub iz Bosne i Hercegovine

## Rezultatska križaljka
| kratica | klub                       | BOR | BRA | BUD | HAJ | MLA | RAD | SLO | ŠOK |
| --- | -------------------------- | --- | --- | --- | --- | --- | --- | --- | --- |
| BOR | Borac Podvinje             |     |     |     |     |     |     |     |     |
| BRA | Bratstvo Vranovci          |     |     |     |     |     |     |     |     |
| BUD | Budućnost Donji Andrijevci |     |     |     |     |     |     |     |     |
| HAJ | Hajduk Sijekovac           |     |     |     |     |     |     |     |     |
| MLA | Mladost Sibinj             |     |     |     |     |     |     |     |     |
| RAD | Radnik Oriovac             |     |     |     |     |     |     |     |     |
| SLO | Sloga Gromačnik            |     |     |     |     |     |     |     |     |
| ŠOK | Šokadija Strizivojna       |     |     |     |     |     |     |     |     |
| |                            |     |     |     |     |     |     |     |     |
| podebljan rezultat - utakmice od 1. do 8. kola (1. utakmica između klubova) rezultat normalne debljine - utakmice od 8. do 14. kola (2. utakmica između klubova) rezultat nakošen - nije vidljiv redoslijed odigravanja međusobnih utakmica iz dostupnih izvora rezultat smanjen * - iz dostupnih izvora nije uočljiv domaćin susreta prekrižen rezultat - poništena ili brisana utakmica p - utakmica prekinuta 3:0 p.f. / 0:3 p.f. - rezultat 3:0 bez borbe |                            |     |     |     |     |     |     |     |     |

 Izvori:

## Unutrašnje poveznice
- Slavonska zona 1961./62.
- Podsavezna liga Našice 1961./62
- Podsavezna liga Nova Gradiška 1961./62.
- Podsavezna liga Osijek 1961./62.
- Podsavezna liga Slavonska Požega 1961./62.
- Podsavezna liga Vinkovci 1961./62.